# Джо Ганс
Джозеф Гант, більш відомий, як Джо Ганс (англ. Joseph Gant/Joe Gans; 25 листопада 1874 — 10 серпня 1910) — американський професійний боксер легкої ваги. Чемпіон світу з боксу в легкій вазі (1902—1908).
У 1990 році посмертно введений до Міжнародної зали боксерської слави.

## Життєпис
У професійному боксі дебютував у 19-річному віці.
У 1900 році здійснив першу спробу завоювати титул чемпіона світу в легкій вазі. Проте поступився Франку Ерне. У травні наступного року з другої спроби таки переміг Франка Ерне, здобувши чемпіонський титул. Став першим афроамериканцем, який виборов звання чемпіона світу з боксу.
Протягом шести років вдало захищав свій чемпіонський титул, допоки в липні 1908 року не втратив його, поступившись данцю Баттлінгу Нельсону. За два місяці також програв і матч-реванш.
Помер від туберкульозу. Похований на кладовищі Маунт Оберн.